# Meidericher Spielverein von 1902 1962-1963
Questa voce raccoglie le informazioni riguardanti il Meidericher Spielverein von 1902 nelle competizioni ufficiali della stagione 1962-1963.

## Stagione
Nella stagione 1962-1963 il Meiderich, allenato da Willy Multhaup, concluse il campionato di Oberliga ovest al 3º posto. Fu ammesso alla Bundesliga 1963-1964.

## Rosa
| N. |                     | Ruolo | Calciatore        |
| -- | ------------------- | ----- | ----------------- |
|    | Germania (bandiera) | P     | Fred Jesse        |
|    | Germania (bandiera) | P     | Erich Staude      |
|    | Germania (bandiera) | D     | Dieter Danzberg   |
|    | Germania (bandiera) | D     | Hartmut Heidemann |
|    | Germania (bandiera) | D     | Heinz Klenner     |
|    | Germania (bandiera) | D     | Dieter Klinner    |
|    | Germania (bandiera) | D     | Werner Lotz       |
|    | Germania (bandiera) | D     | Manfred Müller    |
|    | Germania (bandiera) | D     | Günter Preuß      |
|    | Germania (bandiera) | D     | Johann Sabath     |
|    | Germania (bandiera) | C     | Johann Cichy      |

| N. |                     | Ruolo | Calciatore          |
| -- | ------------------- | ----- | ------------------- |
|    | Germania (bandiera) | C     | Kurt Gorgs          |
|    | Germania (bandiera) | C     | Werner Krämer       |
|    | Germania (bandiera) | C     | Kurt Neumann        |
|    | Germania (bandiera) | A     | Uwe Erich           |
|    | Germania (bandiera) | A     | Pille Gecks         |
|    | Germania (bandiera) | A     | Wolfgang Hagenacker |
|    | Germania (bandiera) | A     | Werner Kubek        |
|    | Germania (bandiera) | A     | Ludwig Nolden       |
|    | Germania (bandiera) | A     | Heinz Versteeg      |
|    | Germania (bandiera) | A     | Friedhelm Vos       |
|    | Germania (bandiera) | A     | Gustav Walenciak    |

## Organigramma societario
Area tecnica
- Allenatore: Willy Multhaup
- Allenatore in seconda:
- Preparatore dei portieri:
- Preparatori atletici:
- Analisi video:

## Calciomercato

### Sessione estiva
| Acquisti | Acquisti      | Acquisti        | Acquisti |
| R.       | Nome          | da              | Modalità |
| -------- | ------------- | --------------- | -------- |
| C        | Kurt Gorgs    | Rot-Weiss Essen |          |
| D        | Johann Sabath | Hamborn 07      |          |

| Cessioni | Cessioni       | Cessioni   | Cessioni |
| R.       | Nome           | a          | Modalità |
| -------- | -------------- | ---------- | -------- |
| D        | Friedel Rausch | Schalke 04 |          |

## Risultati

### Oberliga ovest

#### Girone di andata
| Arbitro: | Wieser |

|           |           |             |
| Erich 42’ | Marcatori | 75’ Bandura |

| Arbitro: | Epping |

|                              |           |                                         |
| Glenski 36’ Schwier 45’, 72’ | Marcatori | 4’ Walenciak 21’ Heidemann 44’ Danzberg |

| Arbitro: | Malka |

|                 |           |              |
| Mozin 5’ (aut.) | Marcatori | 15’ Trimhold |

| Arbitro: | Sprenger |

|                                   |           |  |
| Thielen 21’ Müller 35’ Hornig 43’ | Marcatori |  |

| Arbitro: | Wolf |

|          |           |           |
| Lotz 89’ | Marcatori | 24’ Höher |

| Arbitro: | Thier |

|  |           |            |
|  | Marcatori | 50’ Krämer |

| Arbitro: | Leidag |

|                         |           |            |
| Gorgs 6’, 65’ Erich 85’ | Marcatori | 48’ Brungs |

| Arbitro: | Brodüffel |

|            |           |                               |
| Demond 34’ | Marcatori | 14’, 78’ Krämer 23’ Heidemann |

| Arbitro: | Büschgens |

|  |           |                                            |
|  | Marcatori | 13’, 30’, 83’ Wosab 58’ Schmidt 63’ Cyliax |

| Arbitro: | Schmidt |

|                                    |           |                     |
| Tybussek 39’ (rig.) Beyer 68’, 86’ | Marcatori | 9’ (rig.) Heidemann |

| Arbitro: | Silva |

|                                        |           |                             |
| Versteeg 35’ Heidemann 56’ (rig.), 80’ | Marcatori | 33’ Hülß 36’, 58’ Matischak |

| Arbitro: | Rangosch |

|                             |           |            |
| Koslowski 8’ Kreuz 15’, 17’ | Marcatori | 65’ Krämer |

| Arbitro: | Schörnich |

|                                      |           |            |
| Krämer 9’ Walenciak 12’ Versteeg 31’ | Marcatori | 76’ Schulz |

| Arbitro: | Pescher |

|           |           |            |
| Lietz 23’ | Marcatori | 52’ Krämer |

| Arbitro: | Höfer |

|            |           |  |
| Krämer 66’ | Marcatori |  |

#### Girone di ritorno
| Arbitro: | Dreuw |

|              |           |                        |
| Gehlisch 63’ | Marcatori | 55’ Walenciak 84’ Lotz |

| Arbitro: | Thier |

|              |           |                                 |
| Versteeg 88’ | Marcatori | 7’ Lipka 69’ Breuer 70’ Glenski |

| Arbitro: | Irmer |

|                             |           |  |
| Danzberg 6’ Krämer 37’, 53’ | Marcatori |  |

| Arbitro: | Baumgärtel |

|            |           |            |
| Brungs 84’ | Marcatori | 51’ Krämer |

| Arbitro: | Schmitz |

|              |           |  |
| Versteeg 84’ | Marcatori |  |

| Arbitro: | Wieser |

|  |           |            |
|  | Marcatori | 19’ Krämer |

| Arbitro: | Mix |

|                      |           |                                     |
| Schult 5’ Lefkes 59’ | Marcatori | 34’ (rig.) Nolden 70’, 82’ Danzberg |

| Arbitro: | Hochrath |

|                            |           |              |
| Danzberg 72’ Walenciak 76’ | Marcatori | 59’ Gerhardt |

| Arbitro: | Hense |

|  |           |                |
|  | Marcatori | 53’, 83’ Erich |

| Arbitro: | Schubring |

|                             |           |                          |
| Heuting 3’ Mozin 60’ (rig.) | Marcatori | 40’ Nolden 44’ Walenciak |

| Arbitro: | Nawrocki |

|                                   |           |         |
| Klimaschefski 62’ Heydenreich 78’ | Marcatori | 7’ Lotz |

| Arbitro: | Pescher |

|               |           |  |
| Walenciak 50’ | Marcatori |  |

| Arbitro: | Wolf |

|                           |           |            |
| Versteeg 49’ Danzberg 90’ | Marcatori | 73’ Häfner |

| Arbitro: | Buschhorn |

|                            |           |  |
| Scheurer 35’ Barwenzik 39’ | Marcatori |  |

| Arbitro: | Brodüffel |

|                   |           |                 |
| Versteeg 36’, 70’ | Marcatori | 59’ Pohlschmidt |

## Statistiche

### Statistiche di squadra
| Competizione   | Punti | In casa | In casa | In casa | In casa | In casa | In casa | In trasferta | In trasferta | In trasferta | In trasferta | In trasferta | In trasferta | Totale | Totale | Totale | Totale | Totale | Totale | DR |
| Competizione   | Punti | G       | V       | N       | P       | Gf      | Gs      | G            | V            | N            | P            | Gf           | Gs           | G      | V      | N      | P      | Gf     | Gs     | DR |
| -------------- | ----- | ------- | ------- | ------- | ------- | ------- | ------- | ------------ | ------------ | ------------ | ------------ | ------------ | ------------ | ------ | ------ | ------ | ------ | ------ | ------ | -- |
| Oberliga ovest | 38    | 15      | 9       | 4       | 2       | 25      | 19      | 15           | 6            | 4            | 5            | 22           | 24           | 30     | 15     | 8      | 7      | 47     | 43     | +4 |
| Totale         | 38    | 15      | 9       | 4       | 2       | 25      | 19      | 15           | 6            | 4            | 5            | 22           | 24           | 30     | 15     | 8      | 7      | 47     | 43     | +4 |

### Andamento in campionato
| Giornata  | 1 | 2 | 3 | 4  | 5  | 6  | 7 | 8 | 9 | 10 | 11 | 12 | 13 | 14 | 15 | 16 | 17 | 18 | 19 | 20 | 21 | 22 | 23 | 24 | 25 | 26 | 27 | 28 | 29 | 30 |
| --------- | - | - | - | -- | -- | -- | - | - | - | -- | -- | -- | -- | -- | -- | -- | -- | -- | -- | -- | -- | -- | -- | -- | -- | -- | -- | -- | -- | -- |
| Luogo     | C | T | C | T  | C  | T  | C | T | C | T  | C  | T  | C  | T  | C  | T  | C  | C  | T  | C  | T  | T  | C  | T  | T  | T  | C  | C  | T  | C  |
| Risultato | N | N | N | P  | N  | V  | V | V | P | P  | N  | P  | V  | N  | V  | V  | P  | V  | N  | V  | V  | V  | V  | V  | N  | P  | V  | V  | P  | V  |
| Posizione | 9 | 7 | 7 | 12 | 12 | 10 | 8 | 7 | 9 | 10 | 9  | 11 | 10 | 9  | 7  | 6  | 7  | 7  | 8  | 6  | 5  | 5  | 4  | 2  | 4  | 5  | 5  | 4  | 4  | 3  |

Legenda:

Luogo: C = Casa; T = Trasferta. Risultato: V = Vittoria; N = Pareggio; P = Sconfitta.

### Statistiche dei giocatori
| J. Cichy      | 24 | 0  | 0 | 0 |
| D. Danzberg   | 28 | 6  | 0 | 0 |
| U. Erich      | 6  | 4  | 0 | 0 |
| P. Gecks      | 6  | 0  | 0 | 0 |
| K. Gorgs      | 4  | 2  | 0 | 0 |
| W. Hagenacker | 1  | 0  | 0 | 0 |
| H. Heidemann  | 24 | 5  | 0 | 0 |
| F. Jesse      | 28 | 0  | 0 | 0 |
| H. Klenner    | 1  | 0  | 0 | 0 |
| D. Klinner    | 0  | 0  | 0 | 0 |
| W. Krämer     | 28 | 11 | 0 | 0 |
| W. Kubek      | 17 | 0  | 0 | 0 |
| W. Lotz       | 30 | 3  | 0 | 0 |
| M. Müller     | 12 | 0  | 0 | 0 |
| K. Neumann    | 0  | 0  | 0 | 0 |
| L. Nolden     | 27 | 2  | 0 | 0 |
| G. Preuß      | 22 | 0  | 0 | 0 |
| J. Sabath     | 17 | 0  | 0 | 0 |
| E. Staude     | 2  | 0  | 0 | 0 |
| H. Versteeg   | 30 | 7  | 0 | 0 |
| F. Vos        | 0  | 0  | 0 | 0 |
| G. Walenciak  | 23 | 6  | 0 | 0 |